# Палац принца Макса
49°00′40″ пн. ш. 8°23′42″ сх. д. / 49.0111° пн. ш. 8.39497° сх. д.
Палац принца Макса (нім. Prinz-Max-Palais) — палац у Карлсруе, Німеччина, який найменований на честь свого колишнього власника Максиміліана Баденського, останнього канцлера Німецької імперії.
Багато оздоблена будівля, типова для епохи боз-ара, зводилася в 1881-84 рр. за проектом архітектора Йозефа Дурма.
Під час повітряних нальотів Другої світової війни будівля була сильно пошкоджена. 
Після реконструкції у ньому містився Федеральний конституційний суд Німеччини, а потім педагогічний коледж.
З 1981 року тут розташовано муніципальний культурний центр із музеєм літератури Верхнього Рейну, музей історії міста Карлсруе, а також юнацька бібліотека.